# 高富バイパス

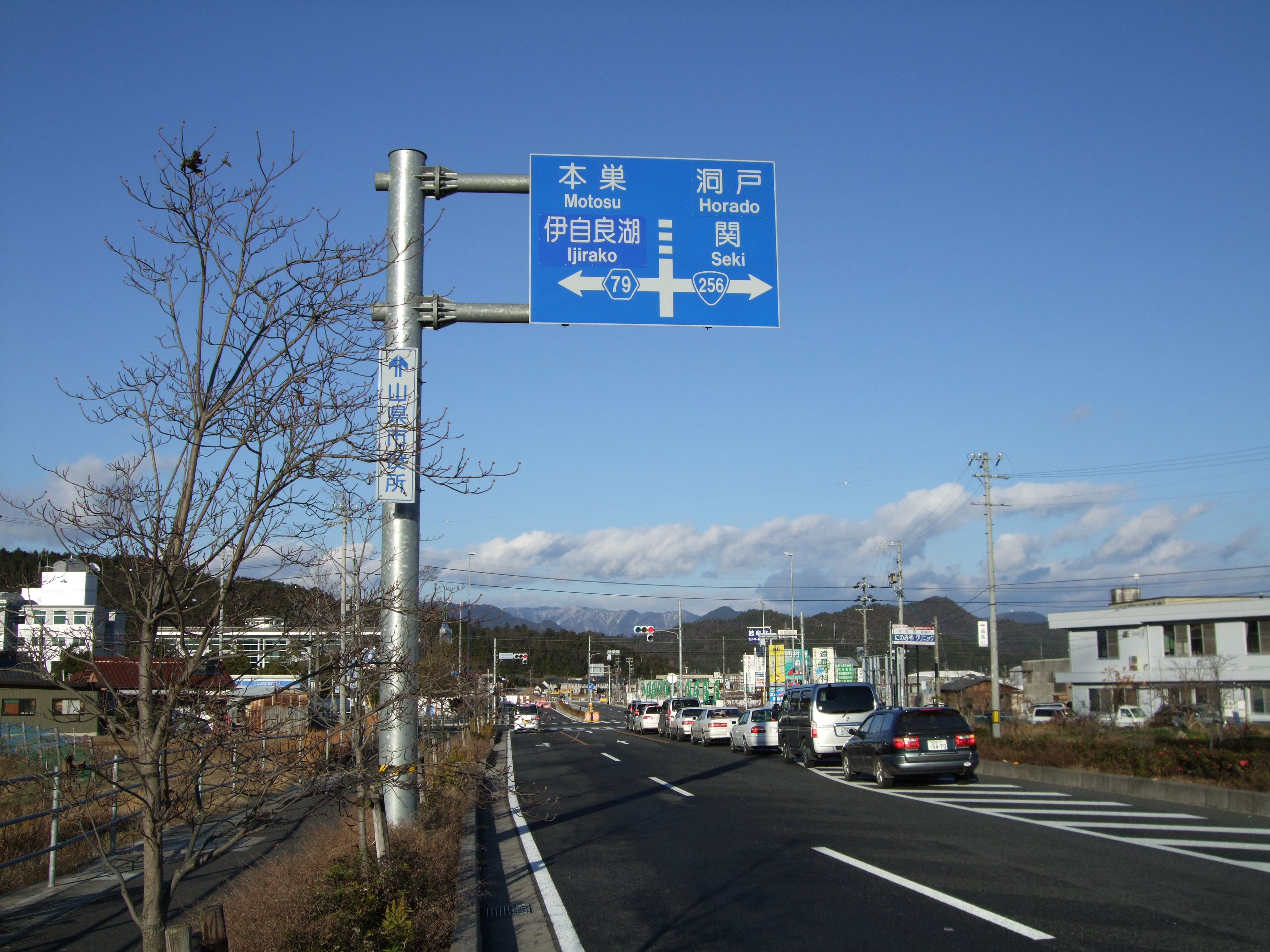
岐阜県山県市高木付近の国道256号高富バイパス（北向き）。写真の山県市役所東交差点から先は山県ICまで開通している

高富バイパス（たかとみバイパス）は、岐阜県山県市佐賀から山県市伊佐美までの国道256号のバイパスである。岐阜都市計画道路岐阜駅高富線の一部である。2020年10月現在、山県市佐賀から同市西深瀬の東海環状自動車道山県ICまでの区間が供用されている。国道256号佐賀・粟野バイパスと直結している。

## 概要
国道256号線旧道（高富街道）の慢性的渋滞を解消するため、岐阜市北部から山県市への幹線道路として整備された。全線開通すると旧道（高富街道）と岐阜県道79号関本巣線が重複する山県市井戸尻交差点から天王交差点の渋滞解消が期待される。
岐阜市から山県市（旧高富町）への交通手段にはかつて名鉄高富線があったが、1960年（昭和35年）に廃止され、その後の岐阜市郊外の人口増加でバス路線である高富街道の輸送量の負担が重くなっていた。
平日朝に数本だけ、山県市役所から高富バイパス経由でJR岐阜に行くバスがある（2022年12月時点）。

### データ
岐阜県技術検査課「道路建設課所管 再評価審議資料」によると事業概要は以下の通り。
- 起点：山県市佐賀（佐賀交差点）
- 終点：山県市伊佐美
- 総事業費：155億円
- 事業延長：3,830 m
- 道路規格：第4種第1級
- 車線数
  - 山県IC以南：4車線
  - 山県IC以北：2車線

## 沿革
- 1996年度（平成8年度）：事業着手[1]
- 2005年（平成17年）2月：山県市佐賀（佐賀交差点） - 同市高木（山県市役所東交差点）間開通[1]
- 2012年（平成24年）9月：山県市高木（山県市役所東交差点） - 同市西深瀬（西深瀬交差点）間開通[1]
- 2020年（令和2年）3月：山県市西深瀬（西深瀬交差点） - 山県IC間開通[1]
- 2024年度（令和6年度）：完成予定[1]

## 周辺
- 鳥羽川
- 山県市役所